# Buffalo (Minnesota)
Buffalo – miasto w Stanach Zjednoczonych, w stanie Minnesota, w hrabstwie Wright.